# Лирник, Антон Анатольевич
Анто́н Анато́льевич Ли́рник (укр. Антон Анатолійович Лірник; род. 23 сентября 1976, Кировоград) — украинский актёр, шоумен, сценарист, телевизионный ведущий, музыкант, режиссёр, продюсер и писатель. Резидент Comedy Club (2006-2016), участник «Дуэта имени Чехова».

## Биография
Родился в Кировограде. После окончания школы поступил в Кировоградский государственный педагогический университет на факультет журналистики. Отучившись два курса, перешёл на факультет филологии (факультет журналистики был расформирован), с которого был отчислен.

## Творчество
В Кировограде участвовал в местной команде КВН «Гольфстрим». В это же время работал на местных телеканалах, в 2000 году отправился в Киев. Работает на радиостанциях, вёл авторскую программу на телеканале «Интер» и писал сценарии для художественных фильмов.
Примерно в 2003 году Лирник стал участником команды КВН «Аляска». Команда дважды попадала в высшую лигу КВН. В этой команде познакомился с Андреем Молочным, будущим партнёром по комедийному проекту «Дуэт имени Чехова».
Зимой 2006 года принял участие в создании «Comedy Club Ukraine». Весной того же года был создан «Дуэт Чехова».
Лирник — один из руководителей и сценаристов ТО «Империя добра». Работал над сценариями комедийного сериала «Такси» (ICTV, Украина), выступая и продюсером телешоу. Сотрудничал с телеканалом «Интер», являясь режиссёром и сценаристом ситкома «Ласточкино гнездо».
Автор текстов и фронтмен группы «Lirnik Band».
В 2014 году вышла первая книга Антона Лирника «Трое в Таиланде, не считая собак», по сюжету которой создана настольная игра «Наши в Таиланде».
Вместе с командой телеведущих Лирник отыграл несколько сезонов в игре «Что? Где? Когда?». В команде он выступал в роли капитана.
С 2015 года Лирник — один из членов жюри юмористического шоу «Лига смеха». Был наставником команд «Одесские мансы» и «Трио разные и ведущий» в первом сезоне и «Инародный театр абсурда „Воробушек“» и «Тяп-ляп» — во втором. В третьем сезоне также входил в состав жюри.
В 2016 году запустил туристический проект «VIP-гид».
С марта 2018 года — ведущий развлекательной программы «Шоу выходного дня» на СТС.
Участник актёрской труппы спектакля «Мужчина нарасхват».
Весной 2020 года участвовал в музыкальном шоу «Маска» в костюме Яйца и был разоблачён в седьмом выпуске, хотя никто из жюри не угадал его. 31 декабря того же года в новогоднем выпуске «Маски» выступил в составе новогоднего трио с Алексеем Глызиным и Стасом Костюшкиным в образах Слона и Мороженого.
21 февраля 2025 года был признан Минюстом РФ «иностранным агентом».

## Фильмография

### Актёр
- 2014 — Ограбление по-женски — риелтор
- 2016 — Кандидат
- 2018 — Zомбоящик — свингер
- 2018 — Большая игра — камео
- 2020—2021 — Сториз
- 2021 — Папа в декрете

### Сценарист
- 2021 — Старые шишки
- 2023 — Тайна пропавшей деревни

## Личная жизнь
Первая жена — Татьяна, однокурсница. Дочь — Мария (умерла в 8 лет, рак мозга).
Вторая жена — Валерия Бородина. Дочь — Соня Лирник.
Третья жена — Марина Лирник (Горудько) (род. 1 апреля 1982). Дочь — Марфа, родилась 12 апреля 2017 года.

## Деятельность
- Автор и актёр команд КВН «Гольфстрим» (Кировоград), «Скиф» (Кировоград), «Аляска» (Киев), «Три толстяка» (Хмельницкий).
- Сценарист и второй режиссёр телевизионных фильмов «Между первой и второй», «На белом катере», «С днем рождения, королева», «ПушкЕн».
- Исполнитель главной роли сериала «Кандидат» (1+1, Украина)
- Участник пародийного скетчкома «Кузница звёзд» (ТЕТ, Украина)
- Юмористическое скетч-шоу «О чём говорят животные» (Новый канал, Украина)
- Сценарист сериала «Ограбление по-женски» (1+1, Украина)
- Сценарист сериала «Лучшая неделя моей жизни» (1+1, Украина)
- Сценарист сериала «Замуж после всех» (ТВЦ, Россия)
- Автор и соведущий программ «Дефицит-шоу», «Кто крайний» (Интер, Украина).
- Ведущий программы «Самозванцы» (ICTV, Украина).
- Член жюри «Лига смеха».